# Mesarmadillo albicornis
Mesarmadillo albicornis är en kräftdjursart som beskrevs av Gustav Budde-Lund 1899. Mesarmadillo albicornis ingår i släktet Mesarmadillo och familjen Eubelidae. Inga underarter finns listade i Catalogue of Life.